# مصباح الهالوجين
مصباح الهالوجين: ويعرف أيضًا بالمصباح الكوارتز وهو نوع من المصابيح المتوهجة التي يحتوي على غاز الهالوجين مثل اليود أو البروم، حيث تتحد أيونات التنجستن الموجودة في الفتيلة بجزيئات الغاز في الحيز البارد من المصباح ويتحد ثانية بالفتيلة، ويكون الضوء الناتج ناصع البياض وساطعاً، لكنه يولد حرارة تؤدي إلى صهر المصباح الزجاجي العادي لذا يستخدم الكوارتز المنصهر الذي له درجة انصهار عالية.

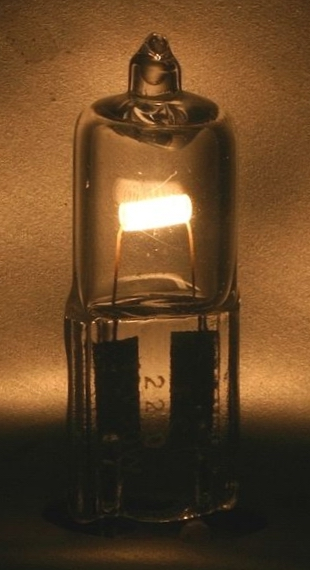
مصباح هالوجين مغلق

## الأمان
تحدث المصابيح الهالوجين إلى ارتفاع درجة الحرارة أكثر من المصابيح المتوهجة العادية لأنه تتركز حرارتها على سطح غلاف صغير وهذه الحرارة قد تشكل حرق ومخاطر، لذالك تحتاج إلى حماية اللمبات بواسطة شبكة أو غلاف زجاجي خاصة وقوية